# Aloe pretoriensis
Aloe pretoriensis ist eine Pflanzenart der Gattung der Aloen in der Unterfamilie der Affodillgewächse (Asphodeloideae). Das Artepitheton pretoriensis verweist auf das Vorkommen der Art bei Pretoria, wo das Typusexemplar gesammelt wurde.

## Beschreibung

### Vegetative Merkmale
Aloe pretoriensis wächst stammbildend und einfach. Der fast aufrechte oder bogig-aufrechte Stamm erreicht eine Länge von bis zu 100 Zentimeter und ist 25 Zentimeter dick. Die lanzettlich spitz zulaufenden Laubblätter sind dicht vielreihig an den Trieben angeordnet. Die grüne, gräulich mehlig bereifte, undeutlich linierte Blattspreite ist bis zu 60 Zentimeter lang und 15 Zentimeter breit. Die stechenden, rötlichen Zähne am Blattrand sind etwa 3 bis 4 Millimeter lang und stehen 10 bis 15 Millimeter voneinander entfernt.

### Blütenstände und Blüten
Der Blütenstand weist fünf bis acht Zweige auf und erreicht eine Länge von 200 bis 350 Zentimeter. Die dichten, konischen bis zylindrisch spitz zulaufenden Trauben sind 20 bis 30 Zentimeter lang und 10 Zentimeter breit. Die eiförmig-deltoiden Brakteen weisen eine Länge von 15 bis 20 Millimeter auf. Die rosaroten bis tief pfirsichfarben bereiften Blüten sind gelegentlich an ihrer Mündung gelblich und stehen an 25 bis 40 Millimeter langen Blütenstielen. Sie sind 40 bis 50 Millimeter lang und an ihrer Basis sehr kurz verschmälert. Oberhalb des Fruchtknotens sind die Blüten leicht erweitert und schließlich zur Mündung verengt. Ihre äußeren Perigonblätter sind nicht miteinander verwachsen. Die Staubblätter und der Griffel ragen 1 bis 2 Millimeter aus der Blüte heraus.

### Genetik
Die Chromosomenzahl beträgt {\displaystyle 2n=14}.

## Systematik und Verbreitung
Aloe pretoriensis ist in Simbabwe, den südafrikanischen Provinzen Gauteng, Mpumalanga und Limpopo sowie Eswatini auf grasigen Hängen oder laubabwerfenden Wäldern in Höhen von 1300 bis 1500 Metern verbreitet.
Die Erstbeschreibung durch Illtyd Buller Pole-Evans wurde 1914 veröffentlicht.

## Nachweise